# VR46 Racing Team

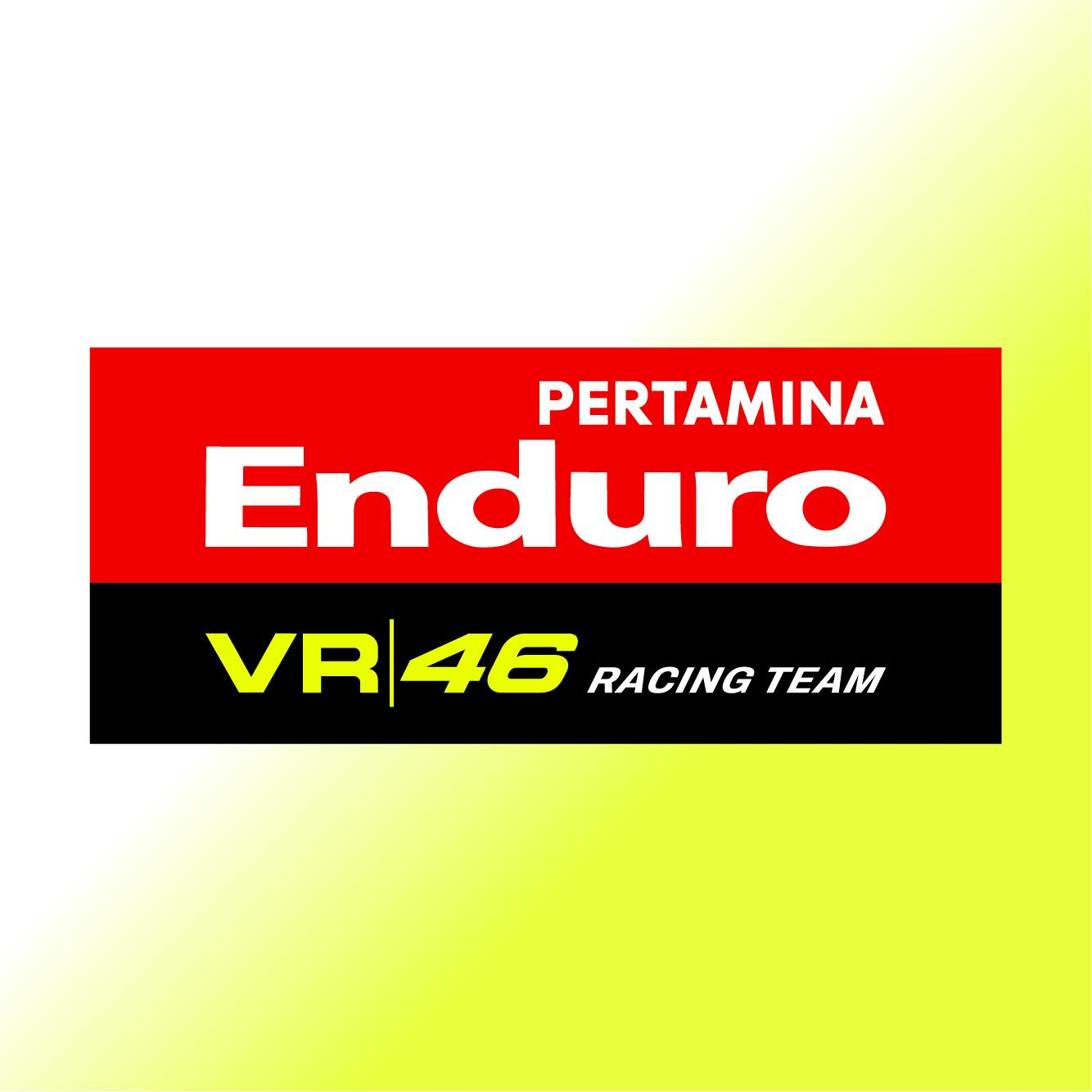
VR46 Racing Team-Logo

Das VR46 Racing Team ist ein Motorradsport-Team aus Italien. Es startet in der Motorrad-Weltmeisterschaft in der MotoGP-Klasse. Dort tritt es aus Sponsorengründen als Pertamina Enduro VR46 Racing Team an. Der Hauptsponsor Pertamina ist ein Erdöl- und Erdgaskonzern in Indonesischem Staatsbesitz. Teamchef, Gründer und Namensgeber ist Valentino Rossi. Der Teammanager ist Pablo Nieto.

## Geschichte
Das Team stieg 2014 in der Moto3-Weltmeisterschaft auf KTM-Motorrädern mit Romano Fenati und Francesco Bagnaia als Fahrern ein. Gleich im dritten Rennen, dem Großen Preis von Argentinien, fuhr Fenati den ersten Sieg des Teams ein. Er fuhr noch drei weitere Saisonsiege ein, aufgrund mangelnder Konstanz schloss er die Weltmeisterschaft jedoch lediglich als Sechster ab. Bagnaia, dessen beste Platzierung ein vierter Platz war, wurde 16.
2015 stellten Rossi und Nieto mit Andrea Migno einen neuen Fahrer ein. Fenati verblieb, während Bagnaia ins Mahindra Aspar Team von Rossis guten Freund und ehemaligen Rivalen Jorge Martínez wechselte. In dieser Saison gelang Fenati nur ein Sieg, er verbesserte sich jedoch auf den vierten Gesamtrang. Migno wurde WM-19.
2016 verblieben beide Fahrer im Team, allerdings wurde für Nicolò Bulega ein drittes Motorrad eingesetzt. Fenati gewann den Grand Prix of The Americas. Nachdem er sich jedoch, laut seinem Team, mehrfach nicht den disziplinarischen Regeln des Teams entsprechend verhalten haben soll, wurde er nach der Qualifikation zum Großen Preis von Österreich suspendiert. Dadurch fuhr er die Saison nicht mehr zu Ende und wurde lediglich Gesamtzehnter. Bulega fuhr einen zweiten und einen dritten Platz ein und wurde Siebter, Migno mit zwei dritten Plätzen 17. Lorenzo Dalla Porta übernahm für die letzten sieben Rennen Fenatis Bike und fuhr als Elfter einmal in die Punkte.
2017 stieg Sky Racing Team VR46 auf Kalex in die Moto2 auf. Ursprünglich hätte Fenati mit VR46 in die Moto2 aufsteigen sollen, nach dessen Entlassung wurde sein Platz jedoch von Bagnaia übernommen. Für den zweiten Platz kamen zunächst Lorenzo Baldassarri und Rossis jüngerer Halbbruder Luca Marini, die beide für Forward Racing Team antraten, in Frage. Schlussendlich bekam den Platz jedoch der erst 17-jährige Stefano Manzi. Bagnaia fuhr viermal aufs Podest und wurde WM-Fünfter und bester Rookie; Manzi 25.
In der Moto3 verblieben Migno und Bulega im Team; ein drittes Bike wurde nun nicht mehr eingesetzt. Migno gewann den Großen Preis von Italien und wurde WM-Neunter, Bulega Zwölfter.
2018 wurde in der Moto2 Manzi durch Marini ersetzt (während Manzi dessen Platz bei Forward übernahm). Bagnaia fuhr beim Auftakt, dem Großen Preis von Katar, den ersten Sieg in der mittleren Klasse für das Team ein. Er fuhr sieben weitere Siege ein und wurde Weltmeister; Marini mit einem Sieg WM-Siebter. In der neuen Team-Weltmeisterschaft allerdings musste sich VR46 Red Bull KTM Ajo geschlagen geben
In der Moto3 wurde Migno, der wie vorher Bagnaia zum Aspar Team gewechselt war, durch Dennis Foggia ausgetauscht. Im Gegensatz zur Moto2 wurde die Saison aber zu einer Enttäuschung, erstmals blieb man hier sieglos. Foggia wurde mit einem dritten Platz WM-19., während Bulega sich aufgrund seiner Körpergröße und seines Gewichts schwer tat und sich auf Platz 26 verschlechterte. Zudem hatte er die letzten vier Rennen verletzungsbedingt auslassen müssen und wurde durch Celestino Vietti ersetzt, der bereits einen Vertrag für 2019 in der Tasche hatte. In dieser Zeit fuhr Vietti einmal aufs Podest und schlug als WM-25. sogar Bulega. In der Team-WM reichte das noch für den neunten Rang.
2019 wurde Bagnaia nach seinem Aufstieg in die MotoGP-Klasse durch Bulega ersetzt. Marini verblieb und gewann zwei Saisonrennen. Bulega, der zur Saisonmitte seinen Austritt aus der VR46-Akademie verkündete, wurde 17. Dadurch schloss das Team die WM auf Platz sechs ab.
In der Moto3 fuhren Foggia und Vietti insgesamt vier dritte Plätze ein, was für den vierten Rang der Team-Weltmeisterschaft genügte. Des Weiteren wurde Vietti Gesamtsechster und bester Rookie.
2020 verließ Bulega das Team und wurde durch Marco Bezzecchi ersetzt. Luca Marini blieb noch eine Saison im Team, im folgenden Jahr sollte er jedoch in die MotoGP-Klasse aufsteigen. Am Saisonende war Marini mit 196 Punkten punktgleich mit Sam Lowes und wurde dank dreier zweiter Plätze, Lowes hatte nur zwei zweite Plätze, Vizeweltmeister. Bezzecchi wurde mit 184 Punkten Vierter in der Gesamtwertung. Die Teamwertung gewann das Sky Racing Team VR46 in der Moto2-Klasse mit großem Abstand.
In der Moto3 trat neben Vietti nun wieder Andrea Migno an, nachdem Foggia zum Leopard Racing Team gewechselt war. Beim Großen Preis der Steiermark gelang dem Team der perfekte Erfolg, als Vietti in der Moto2- und Bezzecchi in der Moto3-Klasse siegten. In der Moto3 wurde Vietti mit zwei Siegen Fünfter im Gesamtklassement. In der Moto3-Klasse reichte es am Ende zum dritten Rang.
2021 trat das Sky Racing Team VR46 nur noch in der Moto2 an, mit Bezzecchi und Vietti als Fahrern. Bezzecchi gewann ein Rennen und erreichte insgesamt sieben Podiumsplatzierungen. Damit wurde er Dritter in der Gesamtwertung. Vietti bewies mit zwei vierten Plätzen in den letzten drei Saisonrennen aufsteigende Form. In der Teamwertung wurde der dritte Rang erreicht. Marini stieg in die MotoGP-Klasse auf und pilotierte eine Ducati des Esponsorama-Avintia-Teams, jedoch mit Sky-VR46-Lackierung. Er wurde 19. in der Gesamtwertung.
2022 war das Team sowohl in der Moto2- als auch erstmalig in der MotoGP-Klasse vertreten. In der MotoGP-Klasse trat man mit Ducati Desmosedicis an, pilotiert von Marini und Bezzecchi. Das beste Saisonergebnis war der zweite Platz bei der Dutch TT in Assen von Bezzecchi. Im Gesamtklassement wurde Bezzecchi 14. und Marini, durch konstantere Leistungen, Zwölfter. Bezzecchi sicherte sich den Titel Rookie of the Year. In der Teamwertung erreichte man den achten Platz.
In der Moto2-Kategorie trat das Team mit Celestino Vietti und Niccolò Antonelli an. Während Vietti die Saison mit zwei Siegen und einem zweiten Platz in den ersten drei Rennen begann und als Titelanwärter galt, konnte Antonelli die Erwartungen nicht erfüllen. Er beendete die Saison ohne Punkte als 36. Vietti konnte seine Form jedoch nicht halten und holte in den letzten acht Saisonrennen magere neun Punkte. Das reichte am Ende nur für Rang sieben in der Gesamtwertung. In der Teamwertung reichte es, vor allem da Antonelli keine Punkte erzielte, nur zu Rang acht.
2023 ging das Mooney VR46 Racing Team unverändert mit Marco Bezzecchi und Luca Marini an den Start. Bezzecchi siegte in Termas de Río Hondo, Le Mans sowie auf dem Buddh International Circuit und erreichte vier weitere Podestplätze. Marini glänzte mit dem zweiten Platz beim Grand Prix of The Americas. Beim Sprint zum 13. Saisonrennen in Indien kollidierte Marini nach dem Start mit seinem Teamkollegen, stürzte und brach sich das linke Schlüsselbein. Nur zwei Wochen später brach sich Bezzecchi das rechte Schlüsselbein nach einem Sturz auf der VR46-Ranch. Nach den Verletzungen hatten beide Fahrer Mühe, an alte Erfolge anzuknüpfen. Nur Marini fuhr im weiteren Verlauf noch einmal eine Podiumsplatzierung ein. Bezzecchi sicherte sich hinter Francesco Bagnaia und Jorge Martín Rang drei der WM-Gesamtwertung. Marini belegte Rang acht in der Gesamtwertung. In der Teamwertung belegte das Team Rang drei.
2024 geht das Team unter dem Namen Pertamina Enduro VR46 MotoGP Team an den Start. Marco Bezzecchi wird seine dritte MotoGP-Saison mit dem Team bestreiten. Sein neuer Teamkollege wird Fabio Di Giannantonio, der in den letzten sechs Rennen des Jahres 2023 starke Leistungen zeigte und erst nach dem letzten Saisonrennen kurzfristig verpflichtet wurde, nachdem Luca Marini trotz bestehenden Vertrages ebenso kurzfristig zum Repsol Honda Team wechselte.

## Statistik

### Weltmeister
- 2018 –  Francesco Bagnaia, Moto2-Weltmeister auf Kalex

### Team-WM-Ergebnisse (seit 2018)

#### MotoGP
- 2022 – Achter
- 2023 – Dritter
- 2024 – Fünfter

#### Moto2
- 2018 – Zweiter
- 2019 – Sechster
- 2020 – Weltmeister
- 2021 – Dritter
- 2022 – Achter

#### Moto3
- 2018 – Neunter
- 2019 – Vierter
- 2020 – Dritter

### Grand-Prix-Siege
(Stand: Großer Preis von Indien, 24. September 2023)
| Saison | Klasse | Rennen                                                                               |
| ------ | ------ | ------------------------------------------------------------------------------------ |
| 2014   | Moto3  | Argentinien Spanien Italien Aragonien                                                |
| 2015   | Moto3  | Frankreich                                                                           |
| 2016   | Moto3  | USA-Texas                                                                            |
| 2017   | Moto3  | Italien                                                                              |
| 2018   | Moto2  | Katar USA-Texas Frankreich Niederlande Osterreich San Marino Thailand Japan Malaysia |
| 2019   | Moto2  | Thailand Japan                                                                       |
| 2020   | Moto2  | Spanien Steiermark San Marino Katalonien Europa                                      |
| 2020   | Moto3  | Steiermark Frankreich                                                                |
| 2021   | Moto2  | Steiermark                                                                           |
| 2022   | Moto2  | Katar Argentinien Katalonien                                                         |
| 2023   | MotoGP | Argentinien Frankreich Indien                                                        |